# Милков, Вадим Георгиевич
Вади́м Гео́ргиевич Милко́в-Товстоно́гов (13 октября 1950, Ленинград) — советский и российский театральный режиссёр, общественный деятель, театральный критик, доцент кафедры режиссуры музыкального театра Санкт-Петербургской государственной консерватории им. Н. А. Римского-Корсакова, член Союза театральных деятелей РФ.

## Семья
Отец — Георгий Александрович Товстоногов (1915—1989), советский театральный режиссёр и педагог, главный режиссёр Ленинградского Большого драматического театра.
Мать — Мария Васильевна Милкова (1924—1983), советская актриса театра и кино.
Единокровные братья:
- Александр Георгиевич Товстоногов (1944—2002), советский и российский театральный режиссёр и актёр, Заслуженный деятель искусств РФ.
- Николай Георгиевич Товстоногов (р. 1945 г.) — театровед.

Тётя — Товстоногова, Натела Александровна (1926—2013) — советский и российский театральный деятель; супруга актёра Е. А. Лебедева.

## Образование и карьера
Интерес к оперному искусству Вадим Милков проявлял ещё в юности. Он приходил домой к отцу, ставил пластинки, увлечённо беседовал с Георгием Товстоноговым о классической музыке. Тётка Вадима, Натела Товстоногова, обратив внимание на увлечённость племянника музыкальным театром, настояла, чтобы он занимался оперной режиссурой, считая, что хороший оперный режиссер — это редкость и Вадику будет легче найти свой путь.
В 1975 году Вадим Милков окончил Ленинградскую консерваторию, факультет музыкальной режиссуры (класс Э.Пасынкова и В.Стржельчика).
В 1977 году окончил Высшие режиссёрские курсы при ГИТИСе (г.Москва).
1977—1979 гг. — режиссёр-стажёр Государственного Академического Большого театра СССР.
1979—1989 гг. — режиссёр Государственного Академического Большого театра СССР.
1989—1993 гг. — художественный руководитель и главный режиссёр Санкт-Петербургского театра музыкальной комедии.
С 1991 года — преподаватель Санкт-Петербургской государственной консерватории имени Н. А. Римского-Корсакова.
1998—2001, 2009—2012 гг. — художественный руководитель и главный режиссёр Волгоградского муниципального музыкального театра.
Вадим Милков-Товстоногов принимает участие в работе жюри различных всероссийских и международных фестивалей и конкурсов музыкального театрального искусства. В апреле 2016 года режиссёр стал членом жюри Всероссийского фестиваля детских музыкальных театров.
Ныне доцент кафедры режиссуры музыкального театра СПбГК им. Н.А. Римского-Корсакова, ведет режиссерскую мастерскую.
Активно сотрудничает с театром русской антрепризы им. А.Миронова. На сегодняшний день в репертуаре театра вошли 4 постановки Милкова-Товстоногова.

## Режиссёр

### Оперная студия Ленинградской консерватории
- 1975 — опера О. Янченко «Граф Калиостро» (дипломный спектакль)

### Республиканский музыкальный театр Коми АССР (г. Сыктывкар)
- 1975 — мюзикл Г. Гладкова «Бременские музыканты»

### Государственный Академический Большой театр (г. Москва)
- 1978 — концерт-рапорт творческой молодёжи XVIII съезду ВЛКСМ
- 1979 — опера Г. Ф. Генделя «Юлий Цезарь»
- 1979 — опера Р. Вагнера «Золото Рейна»
- 1983 — опера К.-В. Глюка «Ифигения в Авлиде»
- 1985 — концерт, посвящённый XII Всемирному фестивалю молодёжи
- 1988 — концерт
- 1997 — опера М. И. Глинки «Иван Сусанин»

### Дом учёных (г. Москва)
- 1981 — опера Н. А. Римского-Корсакова «Моцарт и Сальери»

### Туркменский государственный театр оперы и балета им. Махтумкули (г. Ашхабад)
- 1982 — опера М. Черняка «Сказка о мёртвой царевне»

### Латвийский театр оперы и балета (г. Рига)
- 1983 — опера Н. А. Римского-Корсакова «Снегурочка»

### Большой драматический театр (г. Ленинград)
- 1983 — опера А. Колкера «Смерть Тарелкина». Постановка осуществлена совместно с Г. А. Товстоноговым

### Молдавский государственный театр оперы, балета и драмы им. А. С. Пушкина (г. Кишинёв)
- 1984 — опера Ф. Чилиа «Адриенна Лекуврер»
- 1985 — опера Дж. Верди «Дон Карлос»

### Марийский государственный музыкально-драматический театр (г. Йошкар-Ола)
- 1986 — опера Р. Леонковалло «Паяцы»
- 1987 — опера П. Масканьи «Сельская честь»

### Театр музыкальной комедии (г. Санкт-Петербург)
- 1990 — оперетта Ж. Оффенбаха «Дочь тамбурмажора»
- 1990 — мюзикл М. Самойлова «Странная миссис Кронки»
- 1991 — оперетта И. Кальмана «Баядера»

### Государственный музыкальный театр Кузбасса им. А. Боброва (г. Кемерово)
- 1991 — мюзикл М. Самойлова «Странная миссис Кронки»

### Санкт-Петербургская государственная филармония
- 1996 — оперетта С. Сюлевана «Суд присяжных»

### Свердловский государственный академический Театр музыкальной комедии (г. Екатеринбург)
- 1992 — оперетта И. Кальмана «Баядера»

### Музыкальный театр республики Карелия (г. Петрозаводск)
- 1994 — оперетта Ж. Оффенбаха «Перикола»

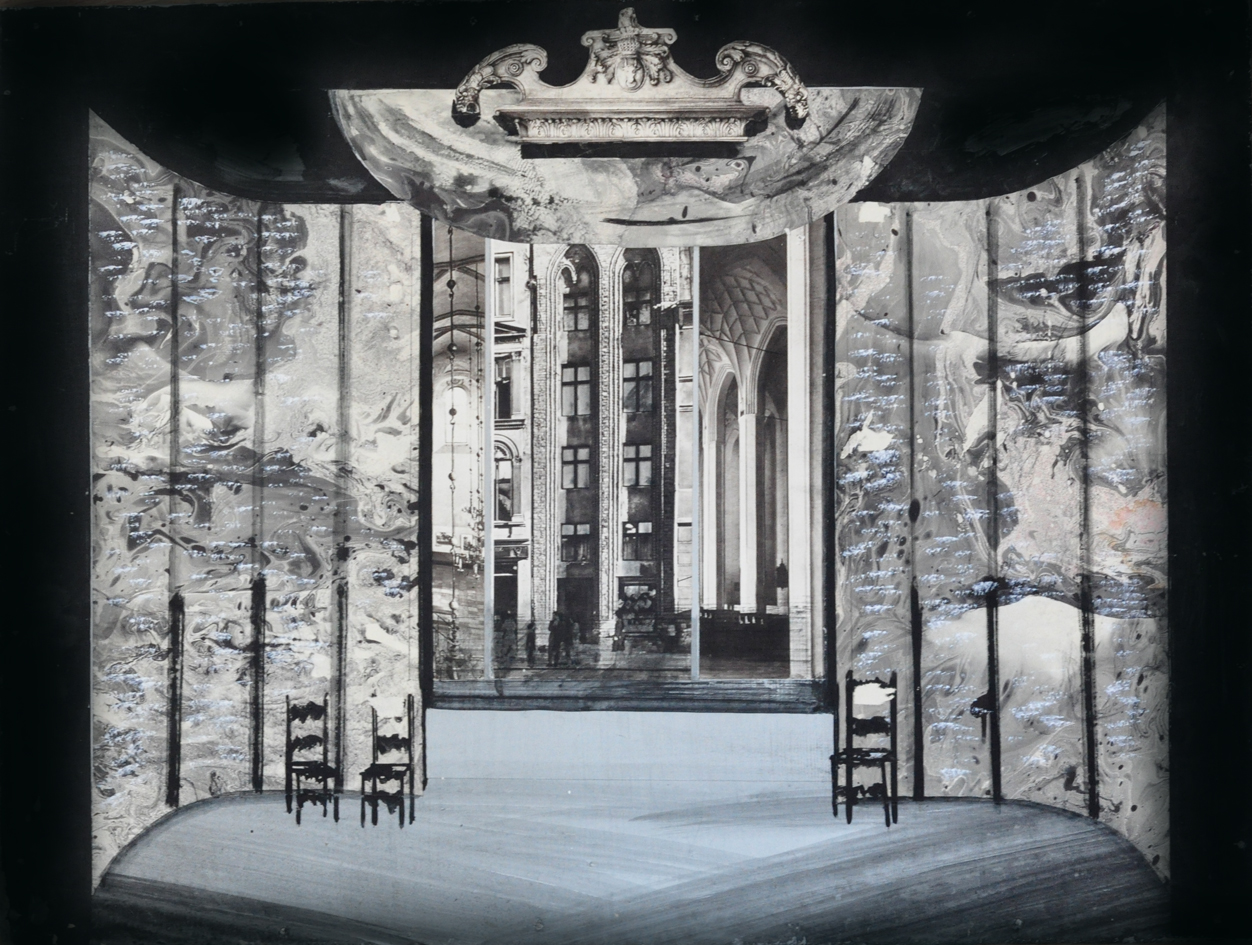
Эскиз к спектаклю В. Г. Милкова «Бал-маскарад» в Волгоградском музыкальном театре, 2000 г. Художник М. В. Мурзин.

### Волгоградский муниципальный музыкальный театр
- 1999 — опера В. А. Моцарта «Свадьба Фигаро»
- 1999 — мюзикл М. Самойлова «Фаворит»
- 1999 — мюзикл Л. Бернстайна «Вестсайдская история»
- 2000 — оперетта И. Штрауса «Цыганский барон»
- 2000 — водевиль Р. Эргашева «Подписано — Фантанж»
- 2000 — опера Дж. Верди «Бал-маскарад»
- 2001 — оперетта И. Кальмана «Мистер Икс»
- 2001 — опера Б. Синкина «Амок»
- 2001 — оперетта Ф. Легара «Весёлая вдова»
- 2009 — оперетта И. Кальмана «Принцесса цирка» (капитальное возобновление)
- 2010 — театрализованный концерт «Из оперы в оперетту»
- 2011 — оперетта И. Штрауса «Летучая мышь»
- 2011 — опера Н. А. Римского-Корсакова «Моцарт и Сальери»
- 2011 — А. Пушкин, И.-В. Гёте, Ш. Гуно «Этюды на тему Фауста»

### Камерный театр В. Малышицкого (г. Санкт-Петербург)
- 2002 — Ж. Ануй «Томас Беккет»

### Государственная филармония Санкт-Петербурга для детей и юношества
- 2003 — А. Фрадкина «Дыханием музыки овеян» (к 300-летию Санкт-Петербурга)

### Краснодарский музыкальный театр
- 2004 — опера Й. Гайдна «Аптекарь»

### Театр оперетты Урала (г. Новоуральск)
- 2004 — мюзикл Л. Бернстайна «Вестсайдская история»

### Воронежский государственный театр оперы и балета
- 2004 — опера Д. Чимарозы «Тайный брак»

### Омский государственный музыкальный театр
- 2006 — оперетта Д. Д. Шостаковича «Москва, Черёмушки»

### Бурятский государственный академический театр оперы и балета имени Г. Ц. Цыдынжапова (г. Улан-Удэ)
- 2006 — опера Д. Д. Шостаковича «Катерина Измайлова»
- 2008 — опера Ж. Бизе «Кармен»

### Нижегородский государственный академический театр оперы и балета имени А. С. Пушкина

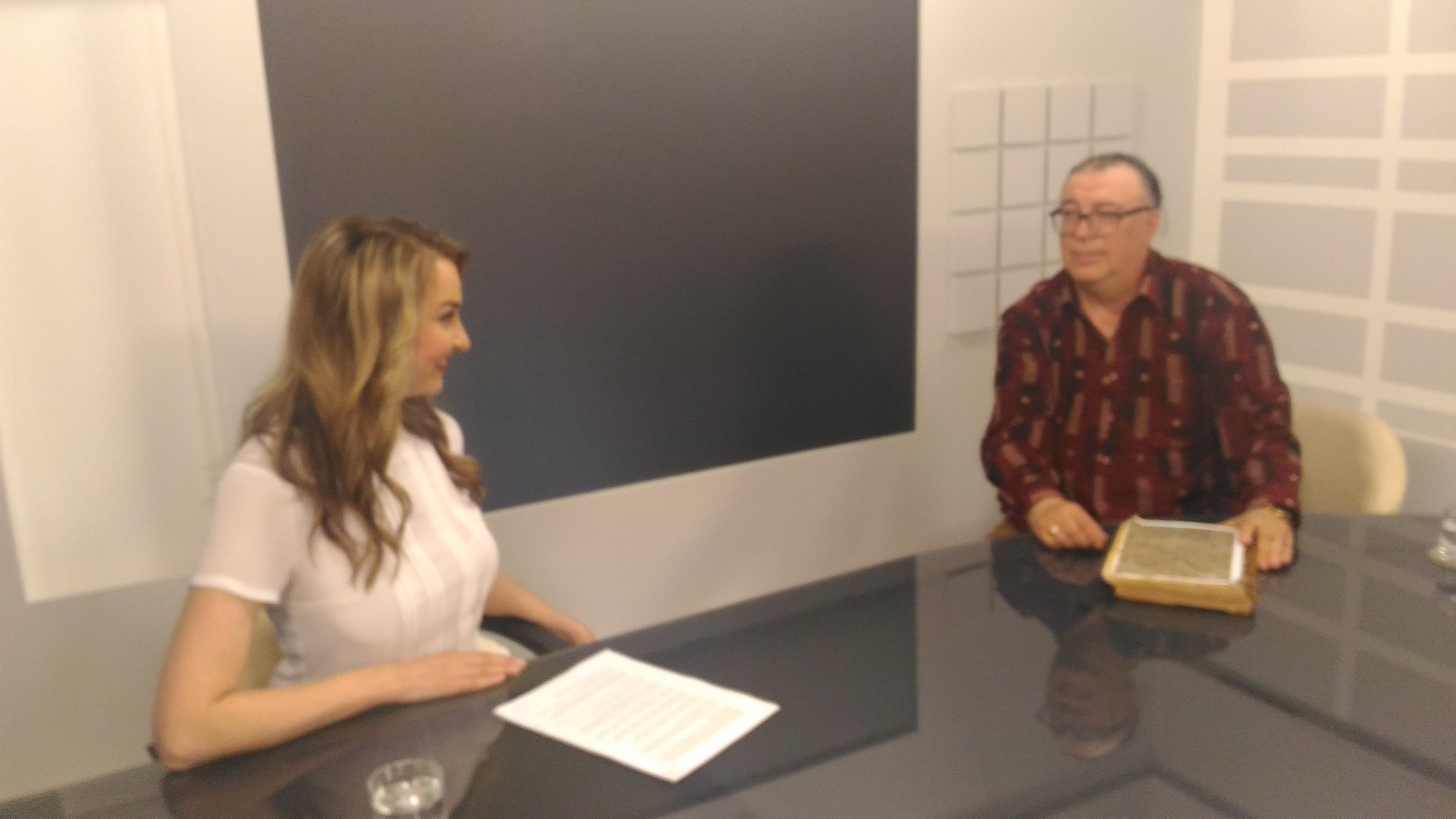
Режиссёр Вадим Милков-Товстоногов в эфире программы "Вести. Интервью" с Татьяной Локтевой (Канал "Россия-24. Нижний Новгород"), 18.06.2018

- 2007, 2016 — опера П.И. Чайковского «Пиковая дама»[9][10]
- 2008 — опера Д. Пуччини «Мадам Баттерфляй»
- 2009 — опера А. С. Даргомыжского «Русалка»
- 2010 — опера Дж. Верди «Отелло»[11]
- 2018 — опера П.И. Чайковского «Чародейка» (либретто Ипполита Шпажинского)[12][13][14] Опера "Чародейка" основана на нижегородской легенде XV века[11][15][15][16][16][17].
- 2019 — опера М.И. Глинки «Жизнь за царя» (уличная постановка на Сусанинской площади г. Костромы, 13 августа 2019 г.)[18][19][20]

### Государственный академический Мариинский театр (г. Санкт-Петербург)
- 2009 — опера М. Мусоргского «Сорочинская ярмарка»

### Саратовский академический театр оперы и балета им. Н. Г. Чернышевского
- 2010 — опера Н.А. Римского-Корсакова «Садко»
- 2011 — опера С. Танеева «Орестея»
- 2021 - опера Ж. Бизе "Кармен" [21]

### Театральный центр на Коломенской (г. Санкт-Петербург)
- 2012 — музыкальный спектакль О. Обуховской «Муслим Магомаев. Юность»

### Волгоградский музыкально-драматический казачий театр
- 2014 — музыкальная комедия по мотивам оперетты Б. А. Александрова «Однажды в Малиновке»[22][23].

### Санкт-Петербургский театр «Русская антреприза» имени Андрея Миронова(г. Санкт-Петербург)
- 2016 — «Рюи Блаз», спектакль к юбилею Владислава Стржельчика[24][25]
- 2017 — «Соломенная шляпка» по водевилю Эжена Лабиша (Музыка Николая Шереметева)[26][27]
- 2021 — «Дама-привидение» по комедии Педро Кальдерона

### Антрепризы
- 1993 — опера П. И. Чайковского «Иоланта» (г. Волгоград)
- 1997 — опера Дж. Пуччини «Тоска» (г. Волгоград)
- 1998 — опера Р. Москаньи «Сельская честь» (г. Волгоград)
- 2002 — опера Б. Синкина «Граф Нулин», кукольная антреприза (г. Санкт-Петербург)
- 2016 — моноспектакль «Сердце на снегу», посвященный молодости Муслима Магомаева. Спектакль поставлен по оригинальной пьесе Ольги Обуховской[28].

### Постановки за рубежом
- 1979 — опера Дж. Верди «Дон-Карлос» (г. Савонлинна, Финляндия). Постановка осуществлена совместно с Г. А. Товстоноговым
- 1981 — опера М. Глинки «Иван Сусанин» (г. Сегед, Венгрия)
- 1987 — опера А. Бородина «Князь Игорь» (Национальный театр, г. Сегед, Венгрия)
- 1991 — опера Н. А. Римского-Корсакова «Моцарт и Сальери» (Фестивальный театр, г. Зальцбург, Австрия)
- 1991 — опера А. С. Даргомыжского «Каменный гость» (Фестивальный театр, г. Зальцбург, Австрия)
- 1992 — опера Д. Д. Шостаковича «Нос» (Театр камерной оперы, г. Вена, Австрия)
- 1992 — опера Дж. Россини «Сеньор Брускино» (Театр камерной оперы, г. Вена, Австрия)
- 1998 — опера М. И. Глинки «Жизнь за царя» (г. Кайзерслаутерн, Германия)
- 2003 — опера П. И. Чайковского «Пиковая дама» (Будапештский театр оперы и балета, Венгрия)
- 2005 — мюзикл Ф. Лоу «Моя прекрасная леди» (Киевский театр оперетты, Украина)
- 2018 — оперетта И. Штрауса «Летучая мышь» (Театр «Ла Скала», Милан, Италия)

### Фестивальные постановки
- 2016 — опера А. Бородина «Князь Игорь» Фестиваль «Опера – всем». Санкт-Петербург, Петропавловская крепость, 12 июля 2016 г.[29]
- 2020 — опера М. Мусоргского «Борис Годунов» Фестиваль «Опера – всем». Санкт-Петербург, Петропавловская крепость, 8 августа 2020 г.[30][31][32]

## Художественное руководство постановками

### Театр музыкальной комедии (г. Санкт-Петербург)
- 1989 — оперетта Ж. Оффенбаха «Болтуны»
- 1990 — мюзикл А. Араратяна «Фантик Гав-Гав»
- 1992 — зингшпиль В.А. Моцарта «Директор театра»
- 1992 — зингшпиль В.А. Моцарта «Бастиен и Бастиенна»

### Волгоградский муниципальный музыкальный театр
- 2010 — оперетта И. Кальмана «Сильва» (капитальное возобновление)

## Признание
- Лауреат Всероссийских и Международных конкурсов
- Знак отличия «За достижения в культуре» Министерства культуры РФ
- Бронзовая медаль ВДНХ СССР

За 45 лет успешной творческой деятельности В.Г. Милков осуществил более 70 театральных постановок, получивших признание профессионалов и зрителей в России и Европе. Однако до сих пор режиссёр практически не имеет государственных званий и наград.
Поэт и журналист Кирилл Савинов в 2014 году посвятил В.Г. Милкову стихотворение «Петербург. До востребования»